# Von Erich (Familie)
Die Von-Erich-Familie war eine der bekanntesten und erfolgreichsten im Wrestlinggeschäft. Im Gegensatz zu den oftmals verwendeten Storyline-Familien handelte es sich hierbei um die echte, blutsverwandte Familie Adkisson. Unter der Führung des erfahrenen Wrestlers und Familienpatriarchen Jack Adkisson erlangten er und vier seiner sechs Söhne im Wrestling einen enormen Bekanntheits- und Beliebtheitsgrad, vor allem in ihrer Heimat Texas, wo auch die durch Adkisson geleitete Liga World Class Championship Wrestling veranstaltete. Bekanntheit erreichte die Familie auch durch ihre vielen Todesfälle und Suizide. Fünf Söhne von Jack Adkisson starben, mindestens drei davon durch Suizid. 2009 wurde die Familie in die WWE Hall of Fame eingeführt.

## Mitglieder

### Fritz Von Erich
Jack Barton Adkisson (* 16. August 1929 in Jewett, Texas; † 10. September 1997 in Denton County, Texas) war zu seiner Zeit an der Southern Methodist University in Dallas, Texas, ein sehr guter Diskuswerfer und American-Football-Spieler. Weil er heiraten wollte, verlor er sein Stipendium dort. Er bekam 1952 die Chance für die Dallas Texans, ein Team der NFL, zu spielen, das jedoch nach einer Saison wieder aufgelöst wurde. Nach einer kurzen Zeit in der Canadian Football League, in der er Stu Hart begegnete, überredete ihn Hart, mit dem Wrestling zu beginnen. Er hatte schließlich Erfolg, als er das Gimmick des Nazis Fritz Von Erich annahm und im Ring als Bösewicht agierte. 1959 starb sein erster Sohn Jack Jr. durch einen Stromunfall im Alter von nur sechs Jahren. Adkisson wurde darauf sehr verbittert und übertrug dies auch auf seine Ringperson und seine Leistungen. Er führte die Aktionen, wenn auch abgesprochen, sehr hart aus, wodurch er als Nebeneffekt ebenfalls in Japan ein großer Star wurde. Nachdem sein vierter Sohn Kerry geboren war, zog die Familie nach Dallas, Texas, wo Adkisson die Liga World Class Championship Wrestling leitete. Von 1975 bis 1976 war er sogar Präsident der National Wrestling Alliance. Er trainierte seine Söhne als Wrestler und machte sie zu den Topstars der Liga, er selbst trat 1982 vom aktiven Geschehen zurück, blieb jedoch hinter den Kulissen tätig. Seinen letzten Kampf bestritt er gegen den jungen King Kong Bundy. Nachdem fünf seiner Söhne bis 1993 ums Leben gekommen waren, zog sich Adkisson ganz aus dem Geschäft zurück. Am 10. September 1997 starb er an Lungenkrebs und einem Hirntumor.

### Kevin Von Erich
Kevin Ross Adkisson (* 15. Mai 1957 in Belleville, Illinois) ist der zweitälteste Sohn von Jack Adkisson. Kevin hatte ein American-Football-Stipendium an der North Texas State University und wollte Profi werden. Eine Knieverletzung hinderte ihn daran. So trainierte er unter seinem Vater als Wrestler und trat für die von ihm geleitete Liga World Class Championship Wrestling auf. Er wurde neben seinen Brüdern zum Topstar aufgebaut und arbeitete dabei mit den bekanntesten Namen wie dem damaligen NWA World Champion Ric Flair. Ebenfalls trainierte er den späteren Wrestling-Superstar Steve Austin. Nach dem Tod seiner Brüder zog sich Kevin 1995 aus dem Wrestlinggeschäft zurück. Er ist der einzige Sohn von Jack, der noch lebt. Im Oktober 2005 hatte er einen Gastauftritt bei der WWE. 2009 nahm er die WWE-Hall-of-Fame-Ehrung für seine Familie entgegen.

### David Von Erich
David Allen Adkisson (* 22. Juli 1958 in Dallas, Texas; † 10. Februar 1984 in Tokio) war der dritte Sohn von Jack Adkisson. Er erhielt Stipendien für American Football sowie Basketball, brach aber wegen einer Karriere als Wrestler ab. David wurde bekannt dafür, gute Fähigkeiten am Mikrofon zu besitzen, eine Eigenschaft, die mit der beginnenden Wichtigkeit des Unterhaltungsfaktors im Wrestling von großem Vorteil war. David durfte mit den NWA World Champions Harley Race und Ric Flair arbeiten und wurde als einer der kommenden Superstars gehandelt. 1984 reiste David nach Japan, um dort aufzutreten. Während seines Aufenthalts dort starb er am 10. Februar überraschend im Schlaf. Als offizielle Todesursache wird eine verschleppte Gastroenteritis genannt.

### Kerry Von Erich
Kerry Gene Adkisson (* 3. Februar 1960 in Niagara Falls, New York; † 18. Februar 1993 in Denton, Texas) war der vierte Sohn von Jack Adkisson. Kerry war der erfolgreichste Sohn der Adkisson-Familie. Er war ein hervorragender Diskuswerfer, der sich für die Olympischen Spiele 1980 qualifizierte. Der Boykott der USA verhinderte jedoch seine Teilnahme. 1979 gab er schließlich sein Wrestling-Debüt. Am 6. Mai 1984 durfte er gegen Ric Flair den NWA-World-Heavyweight-Titel gewinnen, bevor er diesen im Rückkampf wieder an Flair abgeben musste. 1986 hatte Kerry einen schweren Motorradunfall, nach dem ihm ein Fuß amputiert werden musste. Er erhielt eine Prothese und kam wieder ins Wrestling zurück. Kaum einer wusste, dass er mit einem künstlichen Fuß antrat, jedoch entwickelte er in der Folge eine Abhängigkeit von Schmerzmitteln. Beim Summerslam 1990 erhielt er den WWF-Intercontinental-Titel gegen Mr. Perfect und durfte diesen bis zum 19. November des Jahres halten. Am 18. Februar 1993, nachdem seine Ehe zerstört war und er wegen Drogenbesitzes verhaftet worden war, beging er auf der Ranch seines Vaters Suizid.

### Mike Von Erich
Michael Brent Adkisson (* 2. März 1964 in Dallas, Texas; † 12. April 1987 in Lake Dallas, Texas) war der fünfte Sohn von Jack Adkisson. Michael war weniger der sportlichen als der kreativen Seite zugewandt. Er interessierte sich für Musik und wollte in seines Vaters Liga World Class Championship Wrestling als Kameramann arbeiten. Da sein Bruder David jedoch 1984 starb, wurde er praktisch in die Rolle eines Wrestlers gezwungen. Er hatte zunächst einigen Erfolg, bevor zunächst eine Schulterverletzung und schließlich ein toxisches Schocksyndrom, von welchem er sich nie richtig erholte, seiner Karriere ein schnelles Ende setzten. Am 12. April 1987 nahm er sich das Leben durch eine Medikamenten- und Alkoholüberdosis.

### Chris Von Erich
Christopher Barton Adkisson (* 30. September 1969 in Dallas, Texas; † 12. September 1991 in Texas) war der sechste Sohn von Jack Adkisson. Christopher war mit 1,65 m relativ klein, wollte aber wie seine Brüder Wrestler werden. Er trainierte, hatte jedoch durch eine Asthmaerkrankung nicht die Voraussetzungen, eine entsprechende Physis zu entwickeln. Ab 1990 trat er eine Zeit lang als Wrestler an, musste jedoch bald erkennen, dass er als zu klein erachtet wurde. Frustriert nahm er sich am 12. September 1991 durch einen Kopfschuss das Leben.

## Nächste Generation
Lacey Adkisson (* 1986; bekannt als Lacey Von Erich) ist die Tochter von Kerry Adkisson und trat  als Wrestlerin bei TNA Wrestling auf.
David Michael Ross Adkisson (* 1. Juni 1988 in Grand Prairie/Texas; Ringname: Ross Von Erich) ist der Sohn von Kevin Adkisson und hat bereits Wrestlingerfahrung gesammelt.
Kevin Marshall Adkisson (* 11. November 1992 in Marshall/Texas; Ringname: Marshall Von Erich) ist der Sohn von Kevin Adkisson.

## Weitere Träger des Namens
Waldo Von Erich war ein Ringname des kanadischen Wrestlers Walter Sieber, der als Storylinebruder von Fritz von Erich auftrat.
Lance Von Erich war ein Ringname des texanischen Wrestlers William Kevin Vaughn, der als Storylinesohn von Waldo Von Erich auftrat.

## Verfilmung
Der A24-Film The Iron Claw aus dem Jahr 2023 basiert auf der Von-Erich-Familiengeschichte. Die Hauptrollen übernahmen Holt McCallany als Fritz Von Erich und Zac Efron, Jeremy Allen White und Harris Dickinson die seine Söhne Kevin, Kerry und David spielen. Regie führte Sean Durkin, der auch das Drehbuch schrieb.